# Periboeum bolivianum
Periboeum bolivianum är en skalbaggsart som beskrevs av Martins och Monné 1975. Periboeum bolivianum ingår i släktet Periboeum och familjen långhorningar. Inga underarter finns listade i Catalogue of Life.